# Дягель & Монголы
«Дя́гель & Монго́лы» — российская рок-группа, образованная в 2002 году бывшими участниками группы «Монгол Шуудан». Стиль музыки, являющийся синтезом рок-н-ролла и казачьей песни, участники группы называют «хеви-полька рок-н-ролл».

## История
В 1994 году, после очередной смены состава группы «Монгол Шуудан», к ней присоединились Владимир Дягель (барабаны) и гитарист Александр Риконвальд, с которыми Валерий Скородед записал несколько альбомов: Истина (1995), Абрикосы (1998) (без Риконвальда) и Скатертью дорога (2001). В 2002 году, разойдясь во мнениях с вокалистом Валерием Скородедом, музыканты образовали собственную группу, назвав её «Дягель и М… Шуудан», в состав которой вошли Владимир Дягель в качестве вокалиста, гитарист Александр Риконвальд, Игорь «Кнут» Куликов на бас-гитаре и Евгений Никонов на ударных.

## Состав группы
- Владимир «Дэ» Дягель — вокал, гитара, барабаны
- Александр «Рик» Риконвальд — гитара
- Денис Никифоров — вокал
- Иван Латинович — гитара
- Дмитрий Хромов — бас гитара
- Сергей Захаров — ударные
- Дячук Дмитрий — директор группы

## Дискография
1. 2003 — «Эх, …!»
2. 2004 — Tabula Rasa Live
3. 2005 — «Ме$то под $олнцем»
4. 2006 — «Эшелон Е»
5. 2007 — «Мандариновый закат» (альбом ремиксов)

## Видеоклипы
1. Мандариновый закат на YouTube
2. Птица чёрная на YouTube

## Интересные факты
1. Владимир Дягель снимался в эпизоде фильма «Бой с тенью».
2. С «монголами» часто выступает в качестве вокалиста друг коллектива актёр Денис Никифоров, известный по работе в фильмах «Бой с тенью» и «Бой с тенью 2: Реванш»